# شهرستان هیگاشی‌کوما، ناگانو
شهرستان هیگاشی‌کوما، ناگانو (انگلیسی: Higashichikuma District, Nagano) یکی از شهرستان‌های ژاپن است که در استان شیگا در ژاپن واقع شده‌است. جمعیت این شهرستان در سال ۲۰۱۱ ۲۳٬۰۴۴ نفر و مساحت کل آن ۲۶۸٫۴۲ کیلومتر مربع بوده‌است.